# Avlivning

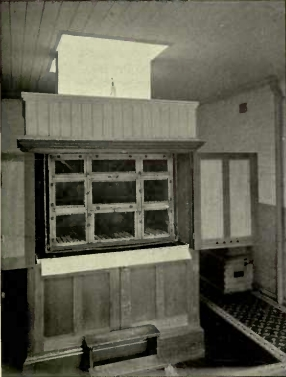
Gaskammare för katter.

Avlivning är metoder som används för att döda djur. Ordet används enligt gängse språkbruk enbart när det handlar om djur. Människor avrättas eller mördas i stället (beroende på vem som utför handlingen).
Valet av avlivningsmetod påverkas av avlivningens syfte. Om syftet med avlivandet enbart är att frånta djuret livet, exempelvis i händelse av obotlig och plågsam sjukdom för sällskapsdjur, utförs avlivningen vanligtvis med hjälp av en överdos av ett starkt sömnmedel (till exempel pentobarbital) som injiceras av en veterinär.
Om djuret i stället skall slaktas injiceras aldrig kemiska ämnen av något slag, då dessa kan skada köttet. Här används i stället tekniker som bultpistol, kulvapen, koldioxidgas och el för att göra djuret medvetslöst för att därefter avbloda det. Även andra metoder som slag mot huvudet, nackbryt (cervikal dislokation), halshuggning (dekapitering) och nedmalning kan användas i vissa fall, främst när det är frågan om mycket små eller mycket unga djur. Djurart och djurets storlek påverkar val av avlivningsmetod. I Sverige är det Jordbruksverket som bestämmer vilka avlivningsmetoder som är tillåtna för olika djurslag.